# Argentina Menis
Argentina Menis, född 19 juli 1948 i Craiova i Dolj, död 3 mars 2023, var en rumänsk friidrottare inom diskuskastning.
Hon tog OS-silver i diskuskastning vid friidrottstävlingarna 1972 i München.